# Momo (Roman)

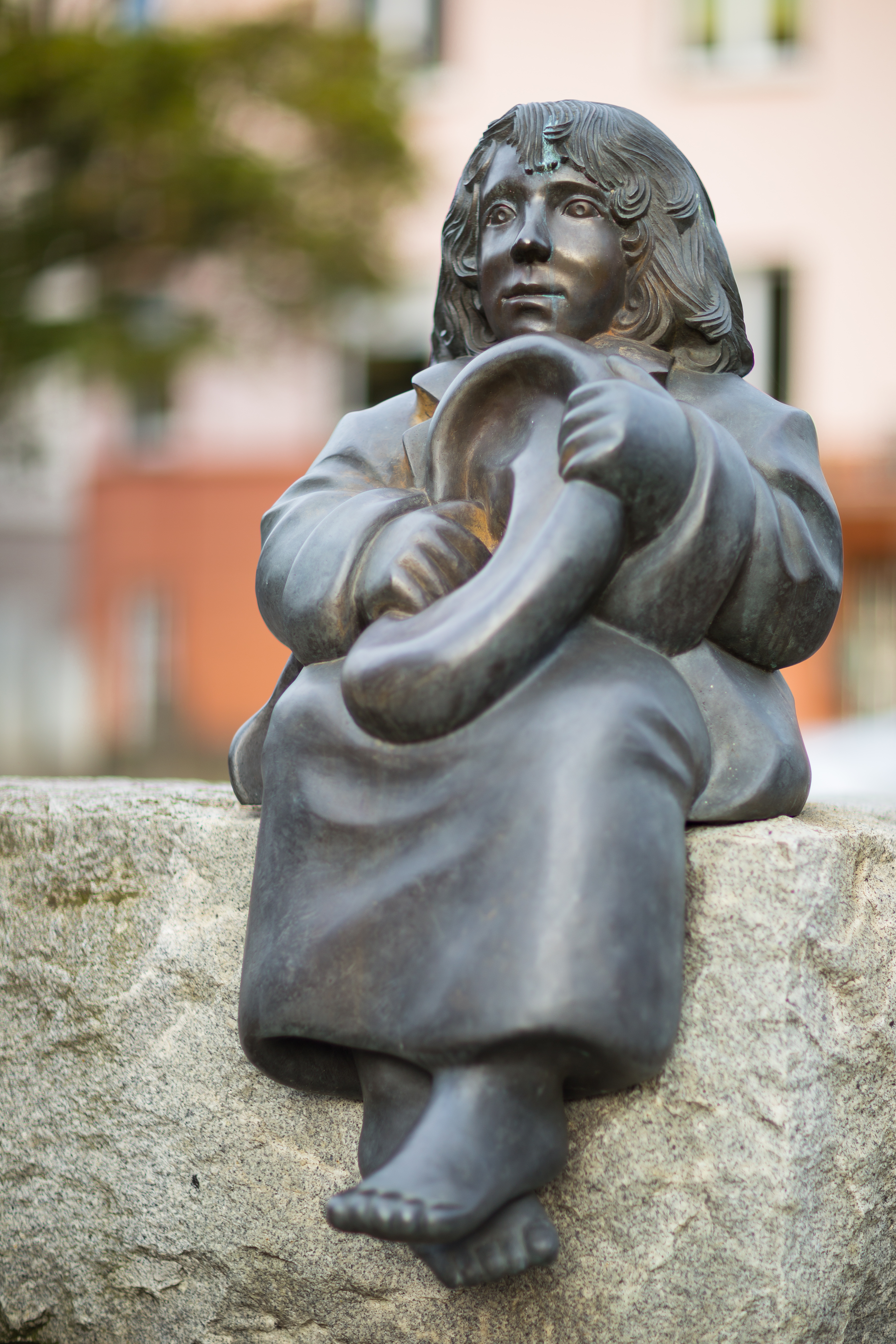
Plastik „Momo“ von Ulrike Enders in Hannover am Michael-Ende-Platz

Momo ist ein im Jahr 1973 erschienener Roman von Michael Ende. Der Titel bezeichnet die Hauptperson, der Untertitel lautet: Die seltsame Geschichte von den Zeit-Dieben und von dem Kind, das den Menschen die gestohlene Zeit zurückbrachte. Das Buch ist mit weltweit über sieben Millionen verkauften Exemplaren nach der Unendlichen Geschichte das erfolgreichste Werk Endes. Momo wurde 1974 mit dem Deutschen Jugendbuchpreis ausgezeichnet.

## Handlung
Der Roman Momo ist in drei Teile gegliedert:
1. Teil Momo und ihre Freunde (bestehend aus den 5 Kapiteln 1–5)
2. Teil Die grauen Herren (bestehend aus den 7 Kapiteln  6–12)
3. Teil Die Stunden-Blumen (bestehend aus den 9 Kapiteln  13–21)

### Erster Teil: Momo und ihre Freunde
In einer Phantasiewelt, einer riesigen Stadt mit großen Neubauvierteln, lebt Momo in einem alten, zerfallenen Amphitheater. Momo ist ein kleines Mädchen mit einem dunklen Lockenkopf, der noch nie einen Kamm gesehen hat, pechschwarzen Augen und pechschwarzen Füßen, da sie nur zwei zu große, nicht zueinander passende Schuhe besitzt und daher meistens barfuß geht. Sie trägt nur alte Kleidung, bestehend aus einem kunterbunt zusammengenähten Flickenrock, der ihr bis auf die Fußknöchel reicht, und einer viel zu weiten Männerjacke. Momo ist zwar arm, besitzt jedoch eine besondere Gabe: Sie kann sehr gut zuhören. Das kann sie so gut, dass sich plötzlich die Zunge derjenigen löst, denen sie zuhört, und diese ganz plötzlich wieder große Ideen bekommen und die Freude in ihnen aufblüht, und sie dann alles, was sie in sich versteckten, mit geflügelten Worten erzählen. Dies führt dazu, dass Momo zu einer unverzichtbaren Seelsorgerin für alle wird. Da sie jedoch durch ihr besonders gutes Zuhören auch die Phantasie der Menschen anregt, können die Kinder viel besser spielen als je zuvor. Auch Geschichtenerzähler Gigi kann, seitdem Momo da ist, seine Geschichten viel besser und spannender als je zuvor erzählen. Der alte Straßenkehrer Beppo, der während seiner Arbeit immer viele Sinneseindrücke sammelt, kann sie Momo berichten, ohne dass jemand ihn für verrückt hält, da Momo ihn versteht und in sein Herz hineinhört.

### Zweiter Teil: Die grauen Herren
Eines Tages tauchen die grauen Herren auf. Die glatzköpfigen Agenten der „Zeitsparkasse“ sind von Kopf bis Fuß aschgrau angezogen und rauchen stets aschgraue Zigarren. Sie versuchen, die Menschen dazu zu bringen, Zeit zu sparen, um sie angeblich für später sicher und verzinst aufzubewahren. In Wahrheit jedoch werden die Menschen um ihre Zeit betrogen. Während sie versuchen, Zeit zu sparen, vergessen sie, im Jetzt zu leben und das Schöne im Leben zu genießen.
Momo spürt die Kälte, die durch das Zeitsparen aufkommt. Als sie einigen Menschen durch ihre besondere Gabe des Zuhörens die Augen öffnet und ihnen zeigt, wohin das Zeitsparen führt, stört sie die Arbeit der grauen Herren und macht diese so auf sich aufmerksam. Sie bekommt Besuch von einem von ihnen, dem Agenten BLW/553/c. Er will sie mit Hilfe einer Spielzeugpuppe von ihren Freunden ablenken, so dass Momo diese vergisst, doch Momo nimmt die Puppe nicht an, da man sie nicht liebhaben kann. Als sie den grauen Herren fragt, ob ihn jemand lieb habe, erschüttert ihn dies so, dass auch er sich Momo öffnet und ihr das ganze schreckliche Geheimnis der Zeitsparkasse verrät. Als er bemerkt, was er getan hat und in welche Schwierigkeiten ihn dies bringen kann, bedrängt er Momo, das Geheimnis zu vergessen, und flieht. Doch Momo verrät alles ihren Freunden Beppo und Gigi. Zusammen beschließen sie, die gesamte Stadt auf die Gefahr durch die grauen Herren aufmerksam zu machen, und organisieren mit den Kindern eine Demonstration, um die Menschen zu informieren.
Die grauen Herren hindern die Erwachsenen daran, auf die Kinder zu hören. Nachdem sie den Verräter Agent BLW/553/c auf der Müllkippe verurteilt und hingerichtet haben, indem sie ihm sämtliche Zeit entzogen haben, beschließen sie, Momo zu fangen, und machen sich auf zum Amphitheater. Beppo, der die Gerichtsverhandlung zufällig beobachtet hat, radelt ebenfalls zum Amphitheater, um Momo zu warnen, kommt jedoch zu spät. Auch die grauen Herren kommen zu spät, da Momo kurz zuvor Besuch von der Schildkröte Kassiopeia bekam, die das Mädchen mit sich genommen hat. Die grauen Herren suchen Momo in der ganzen Stadt, können sie jedoch nicht finden, da Kassiopeia eine halbe Stunde in die Zukunft sehen kann und so weiß, wie sie den grauen Herren ausweichen muss. Kassiopeia führt Momo zu ihrem Herrn, Meister Hora, dem geheimnisvollen „Verwalter der Zeit“. Dieser lebt im Nirgendhaus außerhalb der Zeit, das man nur erreichen kann, wenn man die Niemalsgasse zum Nirgendhaus rückwärts durchquert, wobei die Zeit aus dem Besucher herausfließt. Um das Nirgendhaus herum muss man alles langsam tun, um schnell voranzukommen. Meister Hora erklärt Momo das Geheimnis der Zeit, wie sie entsteht und dass die grauen Herren die von den Menschen aufgesparte Zeit benötigen, um sie in ihren Zigarren zu „verrauchen“, um so am Leben zu bleiben.

### Dritter Teil: Die Stunden-Blumen
Da Momo dies ihren Freunden berichten will, lässt Meister Hora sie zurück in die Stadt. Doch dort ist inzwischen viel Zeit vergangen und alles hat sich verändert. Für Momo ist kein Platz mehr, da die grauen Herren sie von ihren Freunden fernhalten und Momo schließlich auffordern, sie zu Meister Hora zu führen, damit dieser ihnen die ganze Zeit der Menschen auf einmal übergibt. Momo weigert sich jedoch, zumal sie den Weg zu Meister Hora ohne Kassiopeias Hilfe ohnehin nicht findet. Schließlich taucht Kassiopeia auf und führt sie wieder zu Meister Hora, doch die grauen Herren folgen ihnen und wollen ins Nirgendhaus eindringen. Es gelingt ihnen jedoch nicht, da beim Durchqueren der Niemalsgasse die Zeit aus den grauen Herren herausfließt – und die grauen Herren, die nur aus gestohlener Zeit bestehen, sich auf diese Weise auflösen.
Da die Welt inzwischen den grauen Herren schon fast ganz gehört, beschließt der weise Meister Hora zu handeln. Er schläft ein, wodurch die Zeit stillsteht und damit alle Dinge ebenfalls stillstehen. Lediglich Kassiopeia und Momo, der Meister Hora zuvor eine „Stundenblume“ gegeben hat, können sich mit der Blume eine Stunde lang bewegen und sollen so die übermächtig erscheinenden grauen Herren in eine Falle locken. Als diese bemerken, dass die Zeit stillsteht, fliehen sie zurück in ihr Hauptquartier, wohin Momo und Kassiopeia ihnen folgen. Dort bewahren die grauen Herren die aus der gestohlenen Zeit gefertigten Stundenblumen in einem gekühlten Lagerraum auf, dessen Tür zufällig offen stand, bevor Meister Hora einschlief und somit alle Dinge bewegungsunfähig wurden. Die grauen Herren reduzieren per Münzwurf ihre Anzahl auf sechs, um so mit den verbliebenen Stundenblumen-Vorräten länger überleben zu können. Momo schleicht sich an den grauen Herren vorbei und verschließt den Lagerraum mit Hilfe ihrer Stundenblume. Die grauen Herren, ihrer Vorräte beraubt, geraten in Panik und kämpfen um die letzten Zigarren, doch sie verlieren sie und lösen sich kurz darauf in Nichts auf. Momo öffnet den Lagerraum mit ihrer Stundenblume und betritt ihn. Da nun keine grauen Herren mehr existieren, tauen die Stundenblumen auf, tragen Momo wie auf einem fliegenden Teppich mit sich nach draußen und wandern zu den Menschen zurück, denen sie eigentlich gehören. Momo ist wieder mit ihren Freunden vereint, und Kassiopeia findet zu Meister Hora zurück, der mit dem Auftauen der Stundenblumen aus seinem Schlaf erwacht ist.

## Figuren

### Momo
Das kleine Mädchen, das eines Tages in einem Amphitheater auftaucht, gut zuhören kann und damit andere tröstet. Momo hat einen pechschwarzen Lockenkopf und große pechschwarze Augen, sowie Füße in der gleichen Farbe, da sie fast immer barfuß läuft. Sie trägt eine abgetragene Männerjacke und einen kunterbunten Flickenrock, ist arm und hilfsbereit.

### Gigi Fremdenführer
Gigi Fremdenführer, später bekannt als Girolamo, ist einer der beiden besten Freunde Momos, der Geschichtenerzähler und Fremdenführer. Außerdem ist er Parkwächter, Trauzeuge, Hundespazierenführer, Liebesbriefträger, Beerdigungsteilnehmer, Andenkenhändler, Katzenfutterverkäufer und noch vieles andere. Als er unter dem Einfluss der grauen Herren berühmt und erfolgreich wird, büßt er seine Fantasie und Originalität ein.

### Beppo Straßenkehrer
Beppo Straßenkehrer ist der andere beste Freund Momos, ein geduldiger Straßenkehrer, der so lange überlegt, bis er eine Antwort gibt, dass die meisten Menschen schon vergessen haben, was sie wissen wollten. Seiner Meinung nach ist das meiste Leid darauf zurückzuführen, dass Menschen unüberlegte Dinge sagen. Von ihm stammt auch der Tipp, statt das Ende der langen Straße zu beachten, immer nur das nächste Stück zu sehen. Mit dem Versprechen, Momo werde zurückkommen, wenn er hunderttausend Stunden spare, berauben ihn die grauen Herren seiner Persönlichkeit.

### Meister Hora
Secundus Minutius Hora ist der Hüter der Zeit und der Stundenblumen. Er teilt allen Menschen ihre Lebenszeit zu und wechselt selbst ständig das Alter. Sein Name ist ein sprechender Name, da Hora das lateinische Wort für Stunde ist. Entsprechend stehen Secundus für Sekunde und Minutius für Minute.

### Kassiopeia

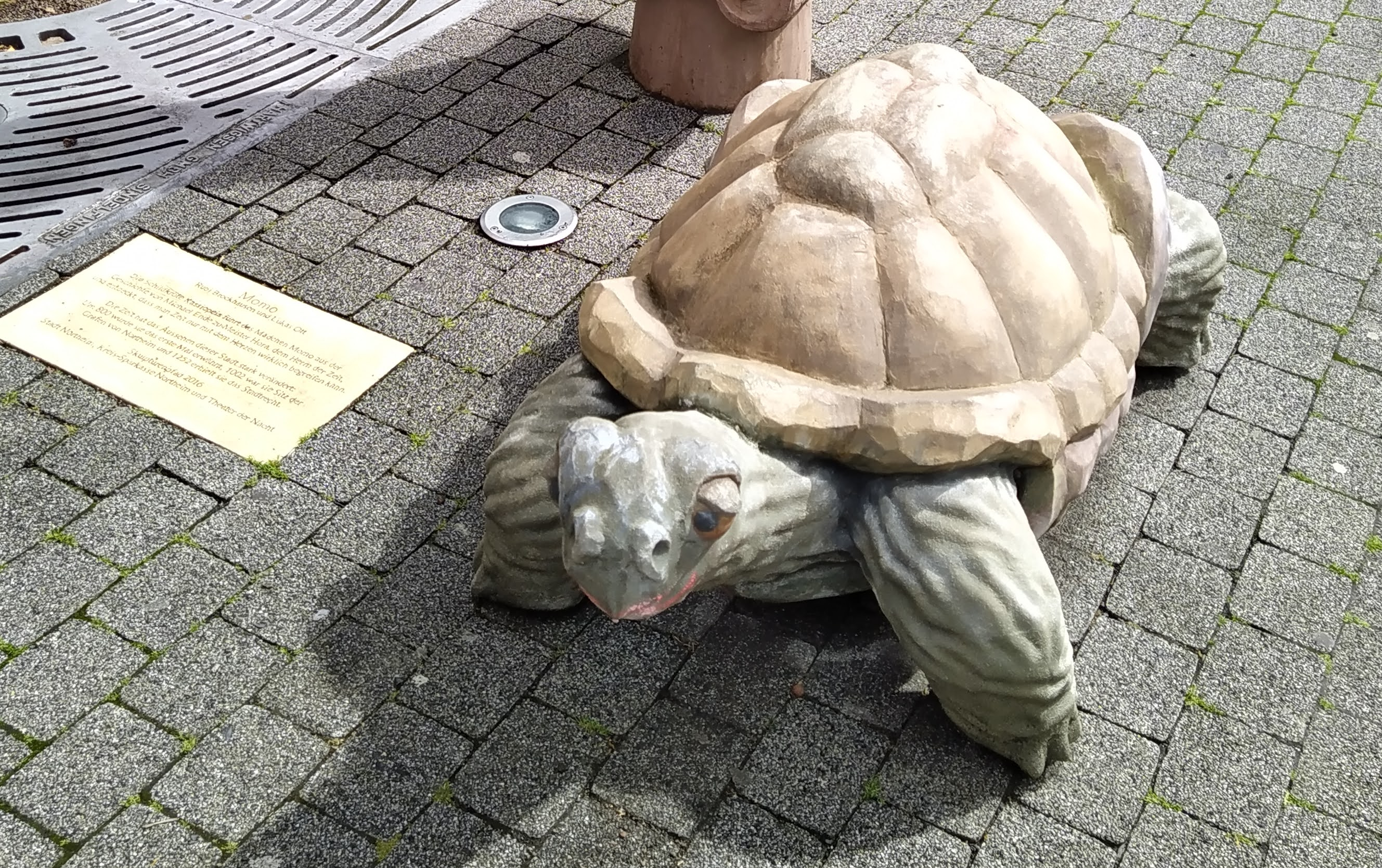
Kassiopeia. Holzskulptur in Northeim

Meister Horas Schildkröte, die eine halbe Stunde in die Zukunft schauen und doch nicht sagen kann, was passieren wird. Sie drückt sich durch Schrift aus, die auf ihrem Panzer erscheint. In der Zeichentrickserie von 2001 wird diese Schrift durch Bilder vertreten, im Original-Hörspiel wird Kassiopeia von Eva Pflug gesprochen, anstatt Bilder oder Wörter auf dem Panzer erscheinen zu lassen.

### Die grauen Herren
Mit fahler grauer Haut, grauen Hüten, grauen Sakkos, „eleganten grauen Autos“ und Zigarren aus getrockneter Zeit im Mund, ohne die sie nicht existieren können, bilden sie eine organisierte Bande von Zeitdieben, die unter dem Decknamen Zeitsparkasse ihrem finsteren Geschäft nachgehen. Sie kontrollieren schließlich die gesamte Stadt, wobei ihr Auftreten nicht in Erinnerung bleibt.

#### BLW/553/c
Der graue Herr, der versucht, Momo mit der Puppe Bibigirl zu bestechen. Dabei bringt Momo ihn dazu, alle Geheimnisse über die Zeitsparkasse zu verraten.
In der Zeichentrickserie von 2003 heißt er Agent 100.

#### XYQ/384/b
Der graue Herr, der zu Herrn Fusi in das Friseurgeschäft kommt.

### Die Kinder
Mit ihnen trifft sich Momo stets im Amphitheater und spielt mit ihnen aufregende Spiele.

### Nino
Wirt eines kleinen Lokals am Stadtrand.

### Liliana
Sie ist Ninos Frau.

### Nicola
Der Maurer, einer von Momos engeren Freunden. Vor den grauen Herren war er stolz auf seine Bauwerke, als aber die „Seelensilos“ wie am Fließband und mit minderer Qualität gebaut wurden, wird er unzufrieden mit seiner Arbeit.

### Herr Fusi
Der Friseur, der nicht reich, aber auch nicht arm ist. Er ist das erste Opfer der grauen Herren. Der Agent XYQ/384/b stattet ihm in der Mitte seines Lebens einen Besuch ab und rechnet ihm dabei vor, wie viel Zeit Fusi bisher vergeudet hat. Fusi lässt sich überzeugen, dass er sehr viel mehr Zeit bekommen werde, wenn er sie spare, und fängt danach tatsächlich an, sich zu hetzen und nur noch auf Gewinn aus zu sein. Da Agent XYQ/384/b beim Gehen Fusis Erinnerung an seinen Besuch gelöscht hat, denkt Fusi, das plötzliche Zeitsparen sei seine eigene Idee gewesen.

## Hintergrund
Der Schauplatz der Erzählung, eine italienisch anmutende Vorstadt mit Amphitheater, ist eine Reminiszenz an Endes damaligen Wohnort Genzano di Roma und den nahe gelegenen antiken Tusculum. Der Autor arbeitete sechs Jahre daran, wie er in einem Gespräch mit Jörg Krichbaum erwähnte: „Dann hab’ ich irgendwann gemerkt, das sitzt noch nicht, da komm ich nicht richtig ran, auf die Weise, dann tu ich es in meinen Kladdenschrank und lass es lange liegen. […] Ich hab’s mir immer wieder vorgeholt, hab’s durchgelesen, hab’ nachgedacht darüber, […] bis irgendwann mal der Moment kommt, wo man plötzlich spürt, jetzt hast du’s, jetzt hast du den richtigen Zugang dazu.“ Als Illustrator bevorzugte er zuerst Maurice Sendak, der mit seinen kindlich-surrealen Traumwelten bereits sehr erfolgreich war. Nachdem dies der Verlag abgelehnt hatte, setzte Ende durch, den Roman selbst zu illustrieren.
Das spätere Wirken von Michael Ende in Japan, der Heimat seiner zweiten Ehefrau, steht in engem Zusammenhang mit Momo.
Werner Onken, Leiter der Freiwirtschaftlichen Bibliothek in Varel, schrieb 1986 eine Interpretation von Momo, die in der Zeitschrift Fragen der Freiheit veröffentlicht wurde. In einem Brief an Onken bestätigte Michael Ende, dass Momo tatsächlich wie von Onken darin vermutet das heutige Geldsystem kritisiere: „Übrigens sind Sie bis jetzt der erste, der bemerkt hat, daß die Idee des „alternden Geldes“ im Hintergrund meines Buches ‚Momo‘ steht. Gerade mit diesen Gedanken Steiners und Gesells habe ich mich in den letzten Jahren intensiver beschäftigt, da ich zu der Ansicht gelangt bin, daß unsere Kulturfrage nicht gelöst werden kann, ohne daß zugleich, oder sogar vorher, die Geldfrage gelöst wird.“

## Rezeption

### Ehrungen

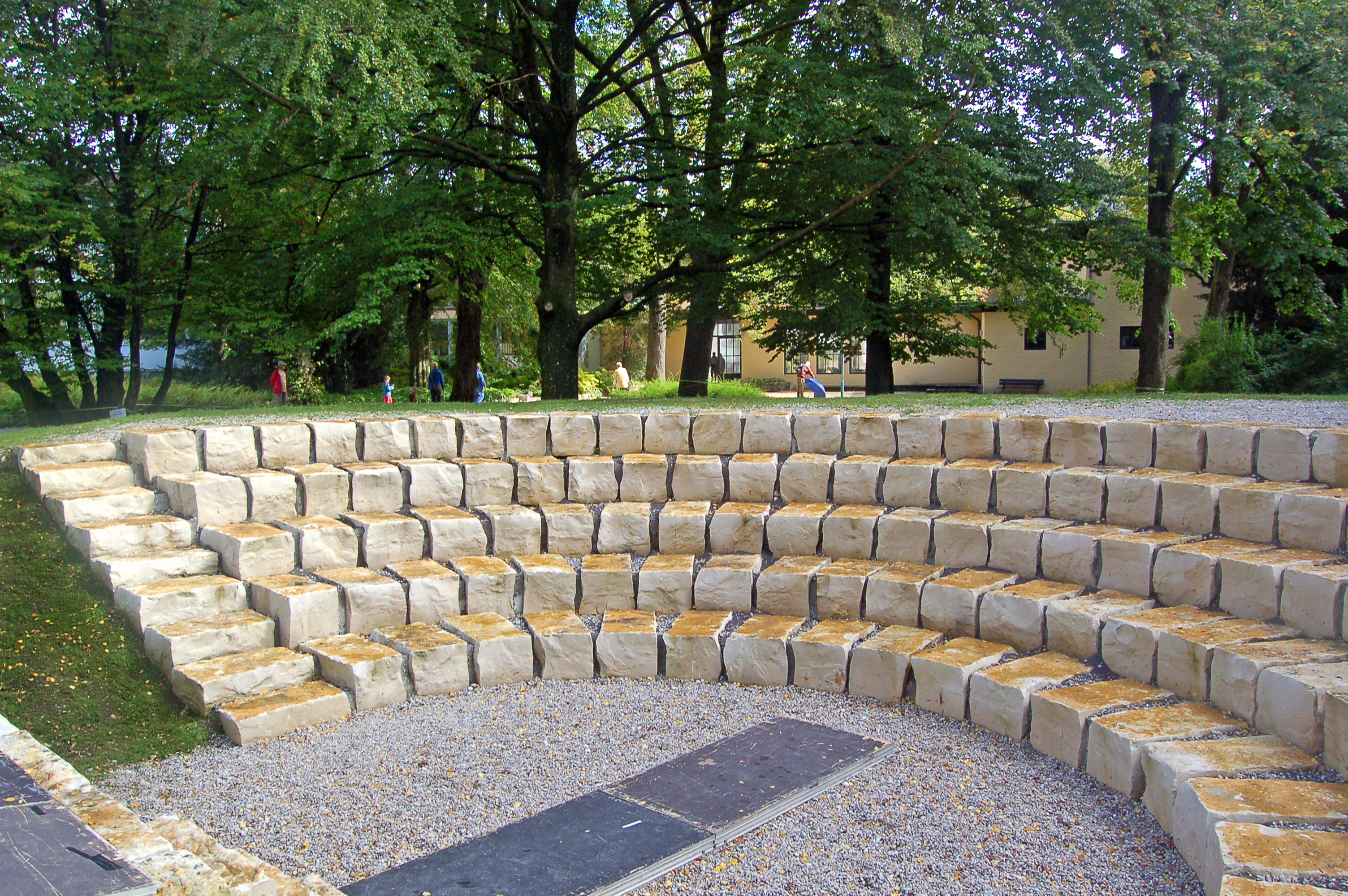
Amphitheater im Michael-Ende-Kurpark, Garmisch-Partenkirchen

Am Michael-Ende-Platz in Hannover befindet sich seit 2007 eine Momo-Bronze-Skulptur der Künstlerin Ulrike Enders. Der Platz und die Errichtung des Denkmals gehen auf die Initiative des Vereins „Freunde der Stadtparkallee e. V.“ zurück.
Die Bauwerke und Skulpturen im Michael-Ende-Kurpark in Garmisch-Partenkirchen sind verschiedenen Werken des Autors gewidmet: Der Roman Momo ist mit einem kleinen Amphitheater vertreten.
Der Landesverband Baden-Württemberg des BUND gründete 1993 die Momo-Stiftung. Die Stiftung fördert Projekte, die Kindern und Jugendlichen ein besseres Verständnis für ihre Umwelt und die Natur vermitteln sollen.

## Verfilmungen
- 1975 – Geh doch zu Momo (Folge 12 der WDR-Fernsehserie Lemmi und die Schmöker, Regie: Peter Podehl, mit Léonie Thelen als Momo).[8]
- 1986 – Momo (Regie: Johannes Schaaf, mit Radost Bokel, Mario Adorf, Armin Mueller-Stahl, Sylvester Groth, Leopoldo Trieste, Ninetto Davoli).[9]
- 1986 – Momo in der phantastischen Welt des Meister Hora. Videofilm zum Buch aus Gemälden von Ludwig Valentin Angerer.[10]
- 2001 – Momo alla conquista del tempo (italienischer Animationsfilm, mit Erica Necci als Momo, Musik Jörg Schnabel).[11]
- 2003 – Momo, Zeichentrick-Serie, Regie Enzo d’Alò, bis 2006 bei Ufa als VHS; seit 2002 in versch. DVD-Kompilationen von untersch. Herstellern.[12]

## Hörspiele
- Karussell 1975 LP, 1984 drei Kassetten; 1999 drei CDs
  - Teil 1: Momo und ihre Freunde
  - Teil 2: Momo und die grauen Herren
  - Teil 3: Momo und die Stundenblumen
- WDR 1997, vierteiliges Hörspiel u. a. mit Karin Anselm und Rufus Beck, kommerziell wiederveröffentlicht 2013 auf 3 CDs von Hörbuch Hamburg
- Der Audio Verlag 2008 fünf CDs, Lesung mit Rufus Beck
- Silberfisch 2013 sieben CDs, Lesung mit Gert Heidenreich

## Vertonungen
- Momo und die Zeitdiebe Oper in zwei Teilen von Michael Ende mit der Musik von Mark Lothar, Uraufführung:Landestheater Coburg, 19. November 1978
- Momo Oper nach Michael Ende von Toshi Ichiyanagi, 1995
- Regie, Musik, Texte: Stefan Krämer, Erstaufführung: 11. Juni 2009, Gymnasium Osterbek Hamburg (die musicaLISTEN)
- Die Stunden-Blume sinfonische Novelle für Blasorchester von Uwe Kohls
- Momo und die Zeitdiebe, Kindermusical von A. Holtermann, B. Wingert und P. Kurz, Ikarus Musikverlag[13]
- Momo Musiktheater in 18 Bildern von Wilfried Hiller, Uraufführung: Staatstheater am Gärtnerplatz München, 16. Dezember 2018

## Ballettadaptionen
- Die Uraufführung der Adaption durch Choreograf Tim Plegge fand am 21. April 2012 am Staatstheater Karlsruhe statt.[14]
- 2023: Musiktheater im Revier Choreografie: Giuseppe Spota (Premiere: 25. Januar 2020 im Musiktheater im Revier)[15]
- 2022: Gerhart-Hauptmann-Theater Görlitz-Zittau Choreografie: Dan Pelleg & Marko E. Weigert (Premiere am 22. Oktober 2022)

## Ausgaben

### Reguläre Ausgaben
- Originalausgabe (2 Wochen lang in den Jahren 1982 und 1983 auf dem Platz 1 der Spiegel-Bestsellerliste)
- Momo. Illustriert vom Autor. Thienemann, 2005, ISBN 3-522-17750-9.
- Momo. Piper, 2009, ISBN 978-3-492-25349-9.

### Sonderausgaben
- Momo. Schulausgabe mit Materialien. Thienemann, 2005, ISBN 3-522-17783-5.
- Momo. Geschenkausgabe illustriert von Friedrich Hechelmann. Thienemann, 2009, ISBN 978-3-522-20070-7.
- Momo. Illustriert von Claus Danner. Heyne, München 1997, ISBN 3-453-11813-8.